# Aggression Replacement Training
Aggression Replacement Training (ART) är ett beteendeträningsprogram som utvecklades av professor Arnold P Goldstein ART bygger även på arbete av och Dr. Barry Glick i USA. Dr. John Gibbs, professor Raymond W. Novaco, professor Eva Feindler, m.fl. 
ART är en så kallad psykopedagogisk metod och det betyder bland annat att ART kan användas i olika pedagogiska sammanhang och behöver ej administreras av en särskild terapeut. Däremot rekommenderas människor som är intresserade av att utöva ART-metoden att gå en så kallad ART-instruktörs utbildning.
ART tränas i grupper om 6-10 deltagare, tre gånger per vecka under minst tio veckor. Tränningen består av: 
1. Interpersonell färdighetsträning
2. Ilksekontrollträning
3. Moralträning.

ART är utvärderat i flera studier och räknas idag som en av de mer lovande metoderna för social och emotionell utveckling för barn och ungdomar i olika miljöer så som skola, institutioner och olika verksamheter där en utveckling av sociala färdigheter är önskvärda. 
Arnold Goldstein var initiativtagare till att utvecklingen av A.R.T startade (Goldstein 1973) och till sin hjälp hade han bland annat Barry Glick och John Gibbs (Goldstein & Glick, 1988; Goldstein, Glick och Gibbs 1998/2000).  Programmet har sedan gradvis utvecklats och används idag i olika sammanhang runt om i världen. 
ART har sina rötter i operant teori, beteende modifikation och kognitiv beteendeterapi (se Martin & Pears 1999), social inlärningsteori (Bandura 1977), kognitiv terapi (Beck, 1991) och kognitiv beteendeanalys (Meichenbaum, 1977). De flesta program som arbetar med social kompetensutveckling har denna bakgrund och beskrivs ofta som kognitivt och beteendeteoretiskt inriktade (Hollin, 2004 & Andreasen, 2003).